# Calliotropis patula
Calliotropis patula là một loài ốc biển, là động vật thân mềm chân bụng sống ở biển thuộc họ Calliotropidae.